# ТЕЦ Ченстохова
ТЕЦ Ченстохова — теплоелектроцентраль на південному заході Польщі в місті Ченстохова.
ТЕЦ споруджена фінською компанією Fortum у 2010-му році. У ній встановили котел із циркулюючим киплячим шаром CFB210 виробництва Foster Wheeler, котрий споживає вугілля та біомасу (в 2017-му співвідношення цих видів палива склало 3 до 1).
Також у складі ТЕЦ діє генераторний комплект із турбіною з ельблонзького філіалу французької компанії Alstom (раніше Zamech), котра забезпечує електричну потужність станції на рівні 64 МВт. Теплова потужність дорівнює 120 МВт.
У 2013—2017 роках виробіток електроенергії становив від 257 до 381 млн кВт-год).